# Charaxes octavus
Charaxes octavus är en fjärilsart som beskrevs av Minig 1971. Charaxes octavus ingår i släktet Charaxes och familjen praktfjärilar. Inga underarter finns listade i Catalogue of Life.